# 生死格鬥6
《生死格鬥6》是光榮特庫摩旗下Team Ninja團隊开发，光荣特库摩於2019年3月1日发行的格斗游戏，为死或生系列第六款本傳游戏，对应Microsoft Windows、PlayStation 4和Xbox One平台。

## 游戏玩法
本作在战斗过程中新增了慢动作镜头与明显的伤痕效果。《生死格鬥5》的汗水效果也保留至本作，并且更加显眼。《生死格鬥6》是系列中首部加入服装定制模式的作品。游戏还加入了血迹效果，玩家可以在选项中调整或关闭游戏的暴力表现。
本作对新手来说更容易上手。本作中新引入了对初学者友好的「致命突击」（Fatal Rush）机制，多次按下同一按键即可让角色打出一套简单连段。游戏还新增了「崩解量表」（Break Gauge），该计量条会随着角色攻击对手而逐渐增加。当崩解量表集满时，致命突击的第4下会变为给予巨大伤害的「崩解爆击」（Break Blow）。游戏还加入了新机制「崩解反击」（Break Hold），角色可化解各项打击技并绕到对手背后，予以反击。

## 角色

### 新角色
- 迪亞哥（Diego）
- NiCO
- 古娜·戴雅門度（Kula Diamond）a b
- 環（Tamaki）a

### 回归角色
- 霞（Kasumi）
- 海蓮娜（Helena Douglas）
- 疾風（Hayate）
- 龍隼（Ryu Hayabusa）
- 李強（Jann Lee）
- 扎克（Zack）
- 里格（Rig）
- 瞳（Hitomi）
- 麗鳳（Leifang）
- 綾音（Ayane）
- 瑪莉·蘿絲（Marie Rose）
- 穗香（Honoka）
- 海曼（Bayman）
- 巴斯（Bass Armstrong）
- 蒂娜（Tina Armstrong）
- 米拉（Mila）
- 克麗絲蒂（Christie）
- 心（Kokoro）
- 瑪莉波沙（Lisa Hamilton/La Mariposa）
- 布萊德王（Brad Wong）
- 艾勒特（Eliot）
- 女天狗（Nyotengu） a
- PHASE-4 a
- 雷道（Raidou）
- 不知火舞（Mai Shiranui） a b
- 紅葉（Momiji） a
- 瑞秋（Rachel）a

^a  DLC角色

^b  客串角色

## 评价
IGN的Mike Epstein表示，“《死或生6》向大家证明自己在美丽外表下具备格斗游戏的深度，但剧情上的短板和多人模式的BUG仍有待改进”。
Game Informer在评测中表示，“尽管游戏教程和任务模式做得很不错，能够让玩家更好地掌握格斗技巧，糟糕的剧情却是一个减分项，再加上单调的在线模式，让这部本该是《死或生》系列二度春风的作品蒙上了阴影”。

### 销售
日本PlayStation 4实体版首周销量2.6万套，为当周最畅销游戏。全球各版本首月出货量合计35万套。

### 奖项
| 年份 | 獎項             | 類別                     | 結果 | 來源   |
| ---- | ---------------- | ------------------------ | ---- | ------ |
| 2018 | 游戏评论家奖     | 最佳格斗游戏             | 提名 | [ 26 ] |
| 2019 | 2019游戏大奖     | 最佳格斗游戏             | 提名 | [ 27 ] |
| 2020 | 第23届D.I.C.E.奖 | 年度最佳格斗游戏         | 提名 | [ 28 ] |
| 2020 | NAVGTR奖         | Game, Franchise Fighting | 提名 | [ 29 ] |